# Culloden (Geòrgia)
Culloden és una població dels Estats Units a l'estat de Geòrgia. Segons el cens del 2000 tenia 223 habitants.

## Demografia
Segons el cens del 2000, Culloden tenia 223 habitants, 86 habitatges, i 60 famílies. La densitat de població era de 111,8 habitants per km².
Dels 86 habitatges en un 22,1% hi vivien nens de menys de 18 anys, en un 44,2% hi vivien parelles casades, en un 18,6% dones solteres, i en un 30,2% no eren unitats familiars. En el 27,9% dels habitatges hi vivien persones soles el 8,1% de les quals corresponia a persones de 65 anys o més que vivien soles. El nombre mitjà de persones vivint en cada habitatge era de 2,59 i el nombre mitjà de persones que vivien en cada família era de 3,22.
Per edats la població es repartia de la següent manera: un 20,6% tenia menys de 18 anys, un 4,9% entre 18 i 24, un 31,8% entre 25 i 44, un 27,8% de 45 a 60 i un 14,8% 65 anys o més.
L'edat mediana era de 41 anys. Per cada 100 dones de 18 o més anys hi havia 96,7 homes.
La renda mediana per habitatge era de 28.393 $ i la renda mediana per família de 48.125 $. Els homes tenien una renda mediana de 28.542 $ mentre que les dones 20.469 $. La renda per capita de la població era de 22.442 $. Entorn del 12,7% de les famílies i el 15,6% de la població estaven per davall del llindar de pobresa.

## Poblacions més properes
El següent diagrama mostra les poblacions més properes.